# George Mungwa
George Mungwa (ur. ?  – zm. 10 marca 2002) – zambijski trener piłkarski.

## Kariera trenerska
W swojej karierze trenerskiej Mungwa trzykrotnie był tymczasowym selekcjonerem Zambii. W 1997 roku objął ją po Roaldzie Poulsenie. W 1998 roku po przegranym 0:4 meczu grupowym Pucharu Narodów Afryki 1998 z Egiptem zastąpił Burkharda Ziese i poprowadził Zambię w trzecim meczu tego turnieju, z Mozambikiem (3:1). W 2000 roku po raz trzeci pracował jako selekcjoner kadry Zambii.